# Dicranomyia (Dicranomyia) ornata
Dicranomyia (Dicranomyia) ornata is een tweevleugelige uit de familie steltmuggen (Limoniidae). De soort komt voor in het Palearctisch gebied.